# Kościół Wniebowzięcia Najświętszej Maryi Panny w Łubowie
Kościół Wniebowzięcia Najświętszej Maryi Panny – rzymskokatolicki kościół filialny parafii św. Mikołaja znajdujący się we wsi Łubowo, w powiecie gnieźnieńskim.

## Historia
Świątynia wybudowana w 1891 w stylu neogotyckim z czerwonej cegły dla luteran pochodzenia niemieckiego przez Królewską Komisję Kolonizacyjną dla pierwszej w prowincji poznańskiej parafii ewangelicko-augsburskiej. Koszty budowy wyniosły 34 tysiące marek. Kościół posiadał wówczas 400 miejsc siedzących, dzwony i organy. Do 1945 służyła protestantom, od 1957 rzymskokatolicki kościół filialny.
Proboszczem jest ksiądz kanonik Karol Świderski 